# Simpliciano (vescovo di Novara)
Simpliciano di Novara (... – Novara, ...; fl. V secolo) è stato vescovo di Novara.

## Biografia
Poco si sa della sua biografia generale. Simpliciano viene registrato come presente al Concilio Provinciale di Milano indetto dall'arcivescovo Sant'Eusebio nel 451 per approvare il tomo redatto da papa Leone I contro i monofisiti: il suo nome in quest'occasione compare dopo quello di Pastore di Asti ma prima di quelli di Giustiniano di Vercelli e di Quinzio di Albenga, dandoci già un'idea della gerarchia ecclesiastica in Piemonte all'epoca